# Jezero (Kaldrma)
Jezero kod Kaldrme u Hrvatskoj.

## Opis
Nalazi se sjeverozapadno od željezničke postaje u Kaldrmi. Za taj barasti tršćak se pretpostavlja da čini bifurkaciju: dio vode završava preko Une u Crnom moru, a drugi dio preko Krke u Jadranskom moru.